# サーマーン朝

サーマーン朝
سامانيان Sāmāniyān

サーマーン朝の最大領域

サーマーン朝（サーマーンちょう、سامانيان Sāmāniyān, 873年 - 999年）は、中央アジア西南部のマー・ワラー・アンナフルとイラン東部のホラーサーンを支配したイラン系のイスラーム王朝。
首都はブハラ。中央アジア最古のイスラーム王朝の1つに数えられる。ブハラ、サマルカンド、フェルガナ、チャーチュ（タシュケント）といったウズベキスタンに含まれる都市のほか、トルクメニスタンの北東部と南西部、アフガニスタン北部、イラン東部のホラーサーン地方を支配した。
サーマーン家の君主はアッバース朝の権威のもとでの地方太守の格であるアミールの称号を名乗り、アッバース朝のカリフの宗主権のもとで支配を行ったが、イスラーム世界において独立王朝が自立の証とする事業を行い、アッバース朝の東部辺境で勢力を振るった。
サーマーン朝の時代に東西トルキスタン、およびこれらの地に居住するトルコ系遊牧民のイスラーム化が進行した。
英主イスマーイール・サーマーニーはウズベキスタンとタジキスタンで民族の英雄として高い評価が与えられ、タジキスタンの通貨単位であるソモニは、サーマーニーに由来している。このイスマーイールが事実上の王朝の創始者と見なされている。

## 歴史

### 成立の背景
サーマーン朝を開いたサーマーン家は、マー・ワラー・アンナフルのイラン系土着領主（ディフカーン）の一族で、家名は8世紀前半にイスラームに改宗したサーマーン・フダーの名に由来する。サーマーン・フダーはサーサーン朝時代の貴族の末裔であると考えられており、またゾロアスター教の神官の家系の出身とも言われ、ウマイヤ朝のホラーサーン総督アサド・イブン・アブドゥッラーによってイスラームに改宗したと伝えられている。
サーマーンの息子アサドは、ホラーサーンから挙兵してアッバース朝のカリフ位を奪取したマアムーンに与し、マアムーンを後援したターヒル朝の始祖でホラーサーン総督ターヒル・イブン・フサインによってマー・ワラー・アンナフルの支配を委任されるようになった。819年ごろ、マアムーンはアサドの4人の息子たちであるヌーフ、アフマド、ヤフヤー、イルヤースのそれぞれにサマルカンド、フェルガナ、チャーチュ、ヘラートの各地域の支配権を正式に委任した。827年には、アッバース朝統治下のアレクサンドリア総督にサーマーン家の人間が選ばれた。
ターヒル朝の創始者であるターヒル・イブン・フサイン（ターヒル1世）がアッバース朝のホラーサーン総督に任命された後、サーマーン家はターヒル1世の地位を承認し、ターヒル朝では副総督の地位を獲得する。ヌーフが子をもうけずに没した後、ターヒル1世はヌーフが有していた支配権をアフマドとヤフヤーに分割し、アフマドの子孫がサーマーン家の本家筋となった。アフマドには7人の子がおり、長子のナスル・イブン＝アフマド（ナスル1世）がアフマドの跡を継いだ。

### サーマーン家の独立
こうしたイスラーム勢力の抗争のもとでサーマーン家は次第に勢力を高め、ターヒル朝が滅亡した873年を契機にナスル1世が自立する。875年にアッバース朝第15代カリフ・ムウタミドからマー・ワラー・アンナフル全域の支配権を与えられてサーマーン朝を開いた。ナスル1世は8世紀末に建国されたサッファール朝に対抗するため、ホラズム地方に勢力を広げ、サーマーン朝の基盤を築いた。
ナスル1世はサマルカンドを本拠に定め、874年末に弟イスマーイール・サーマーニーを混乱状態に陥っていたブハラに総督として派遣した。イスマーイールはブハラの内乱を収め、この地を拠点としてホラーサーンの征服を進めた。ナスルはブハラのイスマーイールに対して猜疑心を抱くようになり、885年に側近の進言を受けてイスマーイール討伐の軍を起こした。ホラーサーン総督ラフィの仲裁によってナスルとイスマーイールの間に和平が成立し、イスマーイールは徴税官としてブハラに留まった。
翌886年にイスマーイールの反乱を疑ったナスルはブハラ遠征の準備を進めるが、888年末にイスマーイールはナスルの軍を破り、彼を捕虜とした。イスマーイールは勝者であるにもかかわらずナスルを許し、心を打たれたナスルはイスマーイールを後継者に指名した。ナスルはヒジュラ暦279年（892年 - 893年）に没するまでサマルカンドで君主として君臨し、イスマイールはブハラに駐屯していた。
ナスルの死後、イスマーイールは首都をサマルカンドからブハラに移し、カリフ・ムウタディドからアミールの地位の継承を認められる。

### 最盛期
893年、イスマーイールは北方の草原に興ったテュルク系遊牧民の国家カラハン朝の支配下にあったタラスを征服し、多数の戦利品を獲得する。この時、イスマーイールが捕虜とした人物の中にはカラハン朝の妃が含まれ、町のキリスト教教会がモスクに改築されたと伝えられている。以来サーマーン朝はイスラーム世界東部の防壁として、イスラームに帰依していない遊牧民の進攻を抑え、各地から異教徒との戦闘を使命とする信仰の戦士（ガーズィー）が集まった。
他方、ブハラの南方ではサッファール朝が勢力を拡大しており、ムウタディドはサーマーン朝とサッファール朝が互いに争って勢力を弱めるように抗争を扇動していた。900年にイスマーイールはバルフの戦いでサッファール朝の君主アムル・イブン・アル＝ライスに勝利し、王朝は最盛期を迎える。イスマーイールは捕虜としたアムルをバグダードのムウタディドの元に送り、アムルはバグダードで幽閉された後に処刑される。ムウタディドはサッファール朝の拡大を抑止できる勢力の確立を望んでおり、サッファール朝を破った後にサーマーン朝はカリフからマー・ワラー・アンナフルとホラーサーンの支配を認められる。
サーマーン朝は表面上はアッバース朝に従属の意思を示していたが、実際は独立国家としてイラン・中央アジアを統治していた。946年にブワイフ朝がバグダードに入城するまでの間、慣例としてサーマーン朝の歴代君主はカリフへの貢納と引き換えにアミールの地位の承認を受けていた。
王朝はニーシャープールに配置した総督を介して、南東のホラーサーン地方を支配した。北東部ではマー・ワラー・アンナフルの東限のスィル川を境にテュルク系の遊牧民からの防備に努める一方、国境でテュルク系遊牧民の子弟を軍人奴隷（グラーム）として購入していた。サーマーン朝が遊牧民に対して実施した聖戦（ジハード）、草原地帯でのサーマーン朝王族、商人、学者、スーフィーの活動はテュルク系遊牧民のイスラームへの改宗を促した。
王朝の最盛期は、イスマーイールから彼の孫のナスル2世の時代まで続いた。ナスル2世の在位中に王権は弱体化し、西側の領土をブワイフ朝に割譲した。910年ごろにエジプトのシーア派国家ファーティマ朝はホラーサーン地方にダーイー（宣教員）を派遣し、シーア派の勢力はブハラの宮廷にも進出する。高官、ナスル2世の側近、ナスル2世自身がシーア派に改宗するに及んでウラマー（神学者）やトルコ系の将校はシーア派の排撃を行い、王子ヌーフは父ナスル2世を監禁した。

### 滅亡
ナスル2世の没後に王朝の衰退が進み、ヌーフ1世の即位後に地主やグラームの権力闘争が激化する。また、スィル川中流域はサーマーン朝の影響下に置かれていたが、上流域と下流域は依然としてテュルク系遊牧民の支配下に置かれていた。
アブド・アル＝マリク1世の治世では、グラーム出身の近衛隊長アルプテギーンが宮廷第一の実力者として権勢を誇っていた。文人宰相として有名なアブル＝ファズル・バルアミーが、アルプテギーンの推挙によって宰相に起用される。961年（962年）にアブド・アル＝マリク1世は、アルプテギーンを中央から遠ざけるためにホラーサーン総督に任命、同年にマリク1世は没する。
マリク1世の弟マンスール1世がアミールに即位するが、アルプテギーンはマンスール1世の即位に反対した。アルプテギーンはバルフを経て南部のアフガニスタン方面に移動し、ガズナで自立してガズナ朝を開いた。マンスール1世はガズナに討伐隊を送るが、アルプテギーンを破ることはできなかった。ガズナ朝は名目上はサーマーン朝に臣従していたが、事実上独立しており、ホラーサーン地方の領主も半独立した状態にあった。
一方、北方のカラハン朝は南下を開始し、980年にスィル川東岸のサイラムがカラハン朝の手に落ちた。ホラーサーン総督アブル・アリー・シムジェルとヘラート知事ファーイクはカラハン朝と内通し、992年にサマルカンドとブハラがカラハン朝の手に落ちた。カラハン朝の君主アル＝ハサンはブハラに入城するが、急病に罹り撤退した。
ブハラに帰還したアミール・ヌーフ2世は、ガズナ朝のサブク・ティギーンに援助を求めた。サブク・ティギーンとその子マフムードはヘラート、ニーシャープール、トゥースの反乱を鎮圧し、ファーイクはカラハン朝に亡命した。しかし、ヌーフ2世とサブク・ティギーンの間に不和が生まれ、サブク・ティギーンはカラハン朝と講和を締結し、ファイクをサマルカンドの総督に任命した。
997年、マンスール2世が新たなアミールとなる。マー・ワラー・アンナフルはカラハン朝に浸食され、ホラーサーンはガズナ朝の君主となったマフムードに占領された。999年にマンスール2世は臣下のベクトゥズンに暗殺され、幼少のアブド・アル＝マリク2世が即位する。カラハン朝のイリク・ハンはマリク2世の保護を名目にサーマーン朝の領土に進軍し、999年にブハラは陥落する。政府は民衆の抵抗運動に期待したが、イスラーム化したカラハン朝の進攻に対して頑強な抗戦は行われなかった。捕らえられたマリク2世は獄中で没し、サーマーン朝はカラハン朝とガズナ朝に挟撃される形で滅亡した。

### 滅亡後
サーマーン朝の王族イスマーイール・エル・ムンタジはイリク・ハンから逃れ、マリク2世の死後も抗戦を続けた。イスマーイールはオグズの支援を受けてカラハン朝に勝利を収め、ガズナ朝に占領されていたニーシャープールの奪回に成功する。1005年、イスマーイールは遊牧民によって殺害される。
1007年にはサーマーン朝の残党がアム川南方で再興を図ったが、ガズナ朝によって駆逐された。

## 社会

### 行政機構
サーマーン朝はサーサーン朝やアッバース朝の司法・行政を見本とし、よく整備された官僚制度と徴税システムを備えていた。また、サーマーン朝の君主はサーサーン朝の貴族の家系に連なることを強調した。
王朝の経済力を支えたのは在地のイラン系領主（ディフカーン）であり、トルコ系遊牧民の軍人奴隷（グラーム、マムルーク）が軍事力の基盤となっていた。政府には10の行政部局（ディーワーン）が存在し、ジャイハーニーやバルアミーらの宰相によって行政機構は機能していた。ソグディアナ、フェルガナ、ホラーサーンからの税収が国の収入源となり、税収の約半分は軍隊と官僚機構の維持費に充てられていた。サーマーン朝の時代にディフカーンの衰退が進み、王朝を打倒したカラハン朝の時代にディフカーンの没落は決定的になる。

### 軍人奴隷
戦争捕虜などの形で北方の草原地帯から連行された遊牧民は、タシュケントなどの草原地帯とオアシス地帯の境界に位置する都市の奴隷市場で売買されていた。また、奴隷市場で売買されていたグラームの中には、王朝末期の有力者ファーイクのようなイベリア半島出身者もいた。中央アジアと西アジアの境界であるアムダリヤには関所が設置され、中央アジアから西アジアへのグラームの移動には通行許可証と通行料が要求されていた。
系統立てられた教育を受け、さらに君主への忠誠と軍事力を兼ね備えていたグラームは、サーマーン朝の隆盛に大いに貢献した。オアシス都市群の文化・経済力とグラームによる国家の発展は、定住民と遊牧民の協調によって生み出された成果とも言える。独立を企てる地方領主はグラームによって制御されており、グラームの重要性はサーマーン朝の命運を左右するほど大きなものとなった。グラームの導入によって支配者層と被支配者層の乖離が進み、支配者層・グラームと国家の人口の大部分を占める都市・周辺地域の住民との関係は断絶する。
サーマーン朝で行われていた軍人奴隷の養成システムは、13世紀にエジプトで成立したマムルーク朝の諸制度、オスマン帝国のカプクル（宮廷奴隷）制度の起源になったと考えられている。

### 宗教
サーマーン朝はハナフィー学派の信条を公的な教義としていた。ハナフィー派の神学者ハーキム・サマルカンディーの著書『大衆の書』は、イスマーイール・サーマーニーの公認を受けていた。
サマルカンドではハーキム・サマルカンディーのほか、ハナフィー学派から分かれたマートゥリーディー学派の祖アブー・マンスール・マートゥリーディー（873年以前 - 944年?）が生まれている。マートゥリーディー学派はアシュアリー学派とともに、スンナ派の正統神学とみなされるようになる。また、ザーヒル・イブン・アフマド、アル＝カッファールら法学者たちの活動によって、サーマーン朝統治下のホラーサーン北部とトルキスタンにシャーフィイー学派が広まった。
サーマーン朝支配下のトルキスタンの都市には、ゾロアスター教徒の共同体が存在していた。また、マニ教を信仰する人々も生活していた。サーマーン朝ではサマルカンドに住むマニ教徒に対する弾圧が計画されたが、マニ教を信仰するトグズ・オグズの指導者が自分たちの領地内のムスリムに報復を行うと脅迫したため、弾圧は中止された。

## 経済

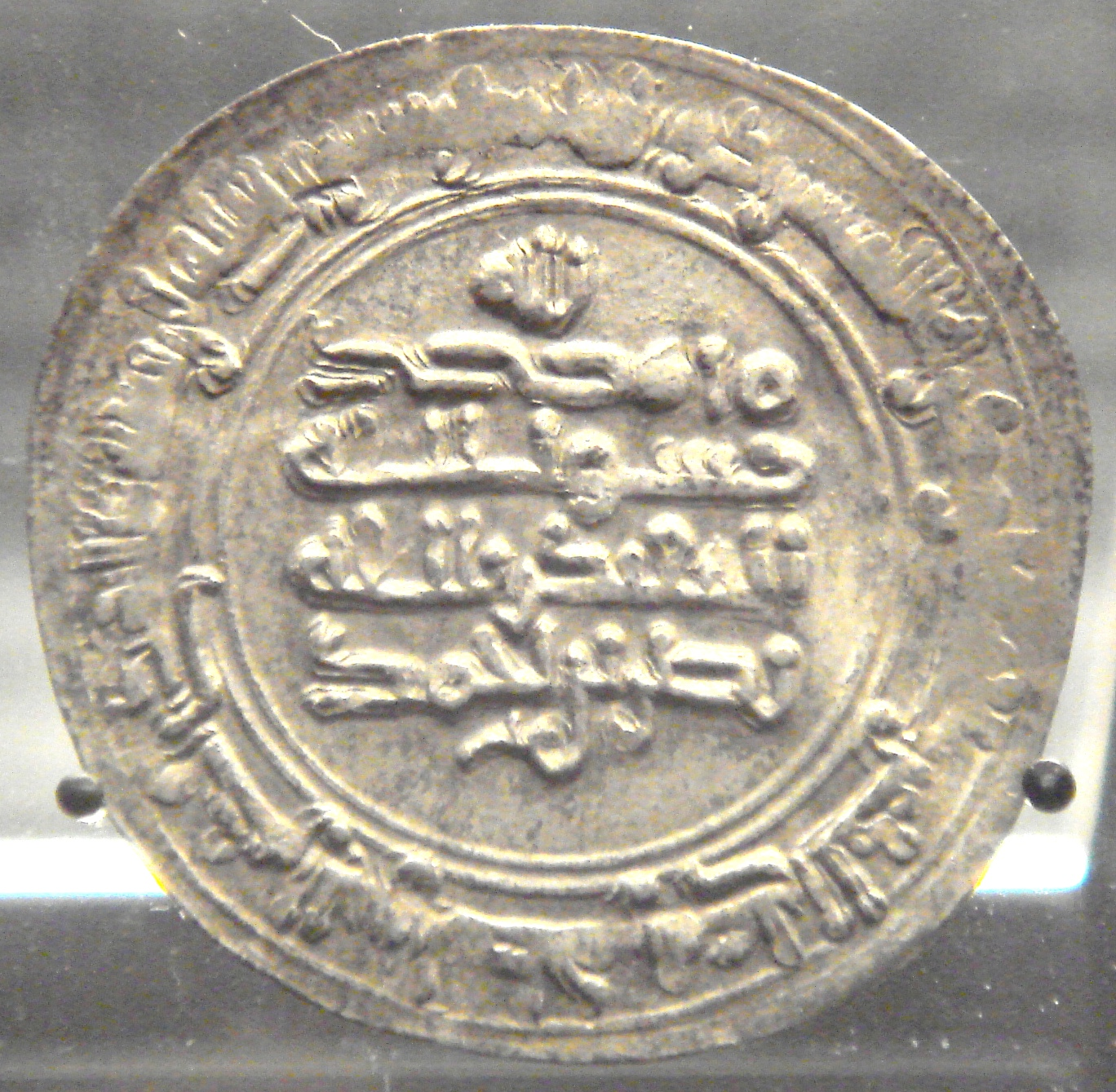
ナスル2世の治世に鋳造された貨幣

9世紀末からイスマーイール・サーマーニーが行った北方の草原地帯への遠征によって、交易路が確立される。また、西方においても、ブルガール、ハザールとの間で交易がおこなわれていた。王朝が鋳造した独自の貨幣は、交易路を介して南ロシア、バルト海沿岸部や北欧に広まり、それらの地では貨幣が出土している。さらに、交易に携わる商人を介して、交易路上のテュルク系遊牧民の間にイスラームが広まった。サーマーン朝は遊牧民から馬や肉、皮革を輸入し、綿織物、毛織物、絹織物を輸出していた。
また、国内の安定化は農業の発達に繋がったが、農村に利益は還元されなかった。農村部の利益は都市部の支配者層や商人の元に吸い上げられ、彼らの活動が都市の経済を活性化させた。

### 産業
前述のグラームの輸出がサーマーン朝の主要産業となっていた。市場で購入された奴隷は5年の間訓練を受け、中でも優秀な人物は君主の側近として登用され、部下と官職を与えられた。彼らはブハラ、サマルカンドといったサーマーン朝の中心都市からアッバース朝中央に至るまで西アジア全域に供給され、イスラーム世界の軍事力がマムルーク中心となる端緒をつくった。
西アジア世界ではグラームの購入によって多量のディルハム銀貨が東方イスラーム世界に流出したため、鋳造される銀貨の質が低下した。
サーマーン朝の元では、製陶をはじめとする手工業が発達を見せた。サーマーン朝を代表する工業製品として、ザンダニージュ織、サマルカンド紙が挙げられる。これらの製品は、西方のイスラーム文化と中央アジア文化の調和によって生まれたとも言える。

## 文化

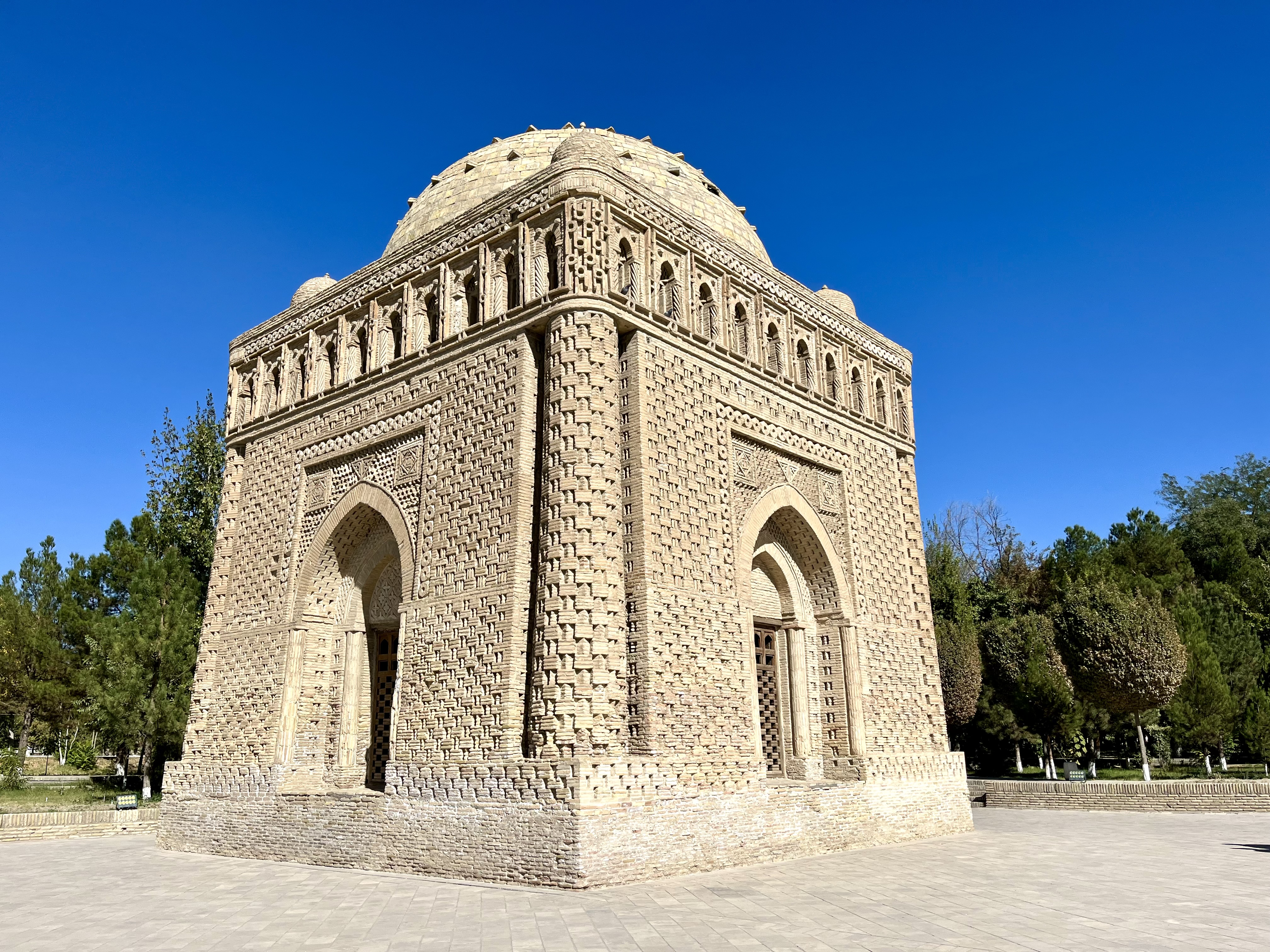
ブハラ郊外のイスマーイール・サーマーニー廟

サーマーン朝はイスラーム化前のイラン文化の復興を推進し、支配下のオアシス都市では伝統的なイラン文化と外来のイスラーム文化が結びついた、イラン・イスラーム文化が発達した。サーマーン朝で民族的な文化復興が進められた理由については諸説あり、サーマーン朝の支配領域が当時のアラビア語イスラーム文化の中心地であるバグダードから遠く離れていた地理的理由、イランの名門貴族の出身であるサーマーン家が創始した王朝の性格などが挙げられている。そして、アラブ文化の影響をあまり受けず、伝統的な民族文化の保持に努めてきたイラン土着のディフカーン層が、サーマーン家による文化復興において協力的な役割を果たした。
宰相のジャイハーニーとバルアミーに補佐された国王ナスル2世はペルシア文化の保護と奨励に意を注ぎ、王朝の文化的・政治的発展は最盛期を迎える。11世紀に活躍した学者のサアーリビーは多くの大学者が集うサーマーン朝時代のブハラの様子を記し、サーマーン朝で活躍した知識人は行政に携わる書記、宗教学者、文学者、詩人の4つの階層で構成されていた。首都ブハラは学問の中心となり、ブハーリー、イブン・スィーナー（アウィケンナ、アヴィセンナ）などの当時のイスラム世界を代表する知識人があらわれた。サーマーン朝統治下の中央アジアでは知識人を養成するための神学校（マドラサ）が設立され、国からの補助が与えられたマドラサと、異端に属する学派が運営する私立のマドラサが存在していた。
サーマーン朝の治下ではアラブ人の征服以来沈滞していたイラン文化がイスラームと結びついて再興し、アラビア語の語彙が取り入れられたアラビア文字で表記する近世ペルシア語が発展した。サーマーン朝ではホラーサーン様式（サブケ・ホラーサーニー）と呼ばれるペルシア語詩の文体が使用され、ルーダキー、ダキーキーらの詩人を輩出した。ダキーキーに触発された詩人フェルドウスィーは『シャー・ナーメ（王書）』の作詩に着手するが、完成の前にサーマーン朝は滅亡し、完成した『シャー・ナーメ』をガズナ朝の宮廷に献呈した。ほか、教訓詩の草分けであるアブー・シャクール、最初に十二イマームを称賛したメルヴのキサーイー、ペルシア文学最初の女性詩人ラービア・クズダーリーらがサーマーン朝時代のイランで活躍した。国王や貴族が熱心な詩人の保護者となったために詩人の数は非常に多く、サーマーン朝時代は名実ともにペルシア宮廷詩人が最も厚遇されていた時代といえる。ペルシア語詩人の活動地域はマー・ワラー・アンナフルやホラーサーンといったペルシア東北部に限定され、ペルシア語での詩作と共に中央アジア各地の方言を用いた詩作を試みる動きも見られた。詩作以外の活動の1つとしては、バルアミーによる歴史家タバリーの著書のペルシア語訳が挙げられる。このペルシア語の復権には、土着の言語に対する愛国的尊厳と政治的意図が複雑に絡み合っていた。
一方ではアラビア語による作詩や著述活動も続けられており、サーマーン朝は2つの言語が併用された状態にあった。文章語としては依然としてアラビア語が多く使われており、後世のイラン、トルキスタンでは、アラビア語は神学の分野でなおも存続した。
また、サーマーン朝では数学、天文学などの自然科学も発達した。サーマーン朝末期には、イブン・スィーナー、ビールーニーというイスラム科学を代表する2人の学者が誕生した。
サーマーン朝期のブハラの建造物の多くは、イスマーイール・サーマーニーの治世に建てられた。ブハラにある、イスマーイール・サーマーニー廟の通称で知られるサーマーン家の廟は、中央アジア最古のイスラーム建築物と考えられている。また、イスマーイールの治世には、遊牧民の襲来に備えて中央アジアのオアシス都市を囲んでいた土塁の建設と保持が中止された。

## 歴代君主
1. ナスル1世（875年 - 892年）
2. イスマーイール・サーマーニー（892年 - 907年）
3. アフマド・サーマーニー（907年 - 914年）
4. ナスル2世（914年 - 943年）
5. ヌーフ1世（943年 - 954年）
6. アブド・アル＝マリク1世（英語版）（954年 - 961年）
7. マンスール1世（961年 - 976年）
8. ヌーフ2世（976年 - 997年）
9. マンスール2世（997年 - 999年）
10. アブド・アル＝マリク2世（999年）

## 系図
|  |  |        |        |        |        |            |            |            |            |                          |                          |                          |                          | サーマーン               |                          |                 |                 |                 |                 |                |                |                           |                           |                           |                           |                           |                           |          |          |          |          |  |  |  |  |  |  |  |  |  |  |  |  |  |  |  |  |  |  |
|  |  |        |        |        |        |            |            |            |            |                          |                          |                          |                          |                          |                          |                 |                 |                 |                 |                |                |                           |                           |                           |                           |                           |                           |          |          |          |          |  |  |  |  |  |  |  |  |  |  |  |  |  |  |  |  |  |  |
|  |  |        |        |        |        |            |            |            |            |                          |                          |                          |                          | アサド                   |                          |                 |                 |                 |                 |                |                |                           |                           |                           |                           |                           |                           |          |          |          |          |  |  |  |  |  |  |  |  |  |  |  |  |  |  |  |  |  |  |
|  |  |        |        |        |        |            |            |            |            |                          |                          |                          |                          |                          |                          |                 |                 |                 |                 |                |                |                           |                           |                           |                           |                           |                           |          |          |          |          |  |  |  |  |  |  |  |  |  |  |  |  |  |  |  |  |  |  |
|  |  |        |        |        |        |            |            |            |            |                          |                          |                          |                          |                          |                          |                 |                 |                 |                 |                |                |                           |                           |                           |                           |                           |                           |          |          |          |          |  |  |  |  |  |  |  |  |  |  |  |  |  |  |  |  |  |  |
|  |  | ヌーフ | ヌーフ | ヌーフ | ヌーフ | ヌーフ     | ヌーフ     |            |            | アフマド・イブン・アサド | アフマド・イブン・アサド | アフマド・イブン・アサド | アフマド・イブン・アサド | アフマド・イブン・アサド | アフマド・イブン・アサド |                 |                 | ヤフヤー        | ヤフヤー        | ヤフヤー       | ヤフヤー       | ヤフヤー                  | ヤフヤー                  |                           |                           | イルヤス                  | イルヤス                  | イルヤス | イルヤス | イルヤス | イルヤス |  |  |  |  |  |  |  |  |  |  |  |  |  |  |  |  |  |  |
|  |  | ヌーフ | ヌーフ | ヌーフ | ヌーフ | ヌーフ     | ヌーフ     |            |            | アフマド・イブン・アサド | アフマド・イブン・アサド | アフマド・イブン・アサド | アフマド・イブン・アサド | アフマド・イブン・アサド | アフマド・イブン・アサド |                 |                 | ヤフヤー        | ヤフヤー        | ヤフヤー       | ヤフヤー       | ヤフヤー                  | ヤフヤー                  |                           |                           | イルヤス                  | イルヤス                  | イルヤス | イルヤス | イルヤス | イルヤス |  |  |  |  |  |  |  |  |  |  |  |  |  |  |  |  |  |  |
|  |  |        |        |        |        |            |            |            |            |                          |                          |                          |                          |                          |                          |                 |                 |                 |                 |                |                |                           |                           |                           |                           |                           |                           |          |          |          |          |  |  |  |  |  |  |  |  |  |  |  |  |  |  |  |  |  |  |
|  |  |        |        |        |        | ナスル1世1 | ナスル1世1 | ナスル1世1 | ナスル1世1 | ナスル1世1               | ナスル1世1               |                          |                          | イスマーイール2          | イスマーイール2          | イスマーイール2 | イスマーイール2 | イスマーイール2 | イスマーイール2 |                |                |                           |                           |                           |                           |                           |                           |          |          |          |          |  |  |  |  |  |  |  |  |  |  |  |  |  |  |  |  |  |  |
|  |  |        |        |        |        | ナスル1世1 | ナスル1世1 | ナスル1世1 | ナスル1世1 | ナスル1世1               | ナスル1世1               |                          |                          | イスマーイール2          | イスマーイール2          | イスマーイール2 | イスマーイール2 | イスマーイール2 | イスマーイール2 |                |                |                           |                           |                           |                           |                           |                           |          |          |          |          |  |  |  |  |  |  |  |  |  |  |  |  |  |  |  |  |  |  |
|  |  |        |        |        |        |            |            |            |            |                          |                          |                          |                          | アフマド3                |                          |                 |                 |                 |                 |                |                |                           |                           |                           |                           |                           |                           |          |          |          |          |  |  |  |  |  |  |  |  |  |  |  |  |  |  |  |  |  |  |
|  |  |        |        |        |        |            |            |            |            |                          |                          |                          |                          |                          |                          |                 |                 |                 |                 |                |                |                           |                           |                           |                           |                           |                           |          |          |          |          |  |  |  |  |  |  |  |  |  |  |  |  |  |  |  |  |  |  |
|  |  |        |        |        |        |            |            |            |            |                          |                          |                          |                          | ナスル2世4               |                          |                 |                 |                 |                 |                |                |                           |                           |                           |                           |                           |                           |          |          |          |          |  |  |  |  |  |  |  |  |  |  |  |  |  |  |  |  |  |  |
|  |  |        |        |        |        |            |            |            |            |                          |                          |                          |                          |                          |                          |                 |                 |                 |                 |                |                |                           |                           |                           |                           |                           |                           |          |          |          |          |  |  |  |  |  |  |  |  |  |  |  |  |  |  |  |  |  |  |
|  |  |        |        |        |        |            |            |            |            |                          |                          |                          |                          | ヌーフ1世5               |                          |                 |                 |                 |                 |                |                |                           |                           |                           |                           |                           |                           |          |          |          |          |  |  |  |  |  |  |  |  |  |  |  |  |  |  |  |  |  |  |
|  |  |        |        |        |        |            |            |            |            |                          |                          |                          |                          |                          |                          |                 |                 |                 |                 |                |                |                           |                           |                           |                           |                           |                           |          |          |          |          |  |  |  |  |  |  |  |  |  |  |  |  |  |  |  |  |  |  |
|  |  |        |        |        |        |            |            |            |            |                          |                          |                          |                          |                          |                          |                 |                 |                 |                 |                |                |                           |                           |                           |                           |                           |                           |          |          |          |          |  |  |  |  |  |  |  |  |  |  |  |  |  |  |  |  |  |  |
|  |  |        |        |        |        |            |            |            |            | アブド・アル＝マリク1世6 | アブド・アル＝マリク1世6 | アブド・アル＝マリク1世6 | アブド・アル＝マリク1世6 | アブド・アル＝マリク1世6 | アブド・アル＝マリク1世6 |                 |                 | マンスール1世7  | マンスール1世7  | マンスール1世7 | マンスール1世7 | マンスール1世7            | マンスール1世7            |                           |                           |                           |                           |          |          |          |          |  |  |  |  |  |  |  |  |  |  |  |  |  |  |  |  |  |  |
|  |  |        |        |        |        |            |            |            |            | アブド・アル＝マリク1世6 | アブド・アル＝マリク1世6 | アブド・アル＝マリク1世6 | アブド・アル＝マリク1世6 | アブド・アル＝マリク1世6 | アブド・アル＝マリク1世6 |                 |                 | マンスール1世7  | マンスール1世7  | マンスール1世7 | マンスール1世7 | マンスール1世7            | マンスール1世7            |                           |                           |                           |                           |          |          |          |          |  |  |  |  |  |  |  |  |  |  |  |  |  |  |  |  |  |  |
|  |  |        |        |        |        |            |            |            |            |                          |                          |                          |                          |                          |                          |                 |                 | ヌーフ2世8      |                 |                |                |                           |                           |                           |                           |                           |                           |          |          |          |          |  |  |  |  |  |  |  |  |  |  |  |  |  |  |  |  |  |  |
|  |  |        |        |        |        |            |            |            |            |                          |                          |                          |                          |                          |                          |                 |                 |                 |                 |                |                |                           |                           |                           |                           |                           |                           |          |          |          |          |  |  |  |  |  |  |  |  |  |  |  |  |  |  |  |  |  |  |
|  |  |        |        |        |        |            |            |            |            |                          |                          |                          |                          |                          |                          |                 |                 |                 |                 |                |                |                           |                           |                           |                           |                           |                           |          |          |          |          |  |  |  |  |  |  |  |  |  |  |  |  |  |  |  |  |  |  |
|  |  |        |        |        |        |            |            |            |            |                          |                          |                          |                          | マンスール2世9           | マンスール2世9           | マンスール2世9  | マンスール2世9  | マンスール2世9  | マンスール2世9  |                |                | アブド・アル＝マリク2世10 | アブド・アル＝マリク2世10 | アブド・アル＝マリク2世10 | アブド・アル＝マリク2世10 | アブド・アル＝マリク2世10 | アブド・アル＝マリク2世10 |          |          |          |          |  |  |  |  |  |  |  |  |  |  |  |  |  |  |  |  |  |  |